# Moonshadows
| Recensione | Giudizio |
| ---------- | -------- |
| AllMusic   |          |

Moonshadows è il primo album come solista del bassista jazz statunitense Alphonso Johnson, pubblicato dalla casa discografica Epic Records nel maggio del 1976.

## Tracce

### LP
Lato A
Musiche di Alphonso Johnson.
1. Stump – 4:19
2. Involuntary Bliss – 6:08
3. Cosmoba Place – 6:18
4. Pandora's Box – 2:10

Lato B
Musiche di Alphonso Johnson, eccetto dove indicato.
1. Up from the Cellar – 5:41
2. Amarteifio – 4:48 (Flora Purim, Alphonso Johnson)
3. On the Case – 6:23
4. Unto Thine Own Self Be True – 5:14 (musica: Narada Michael Walden)

## Musicisti
Stump
- Alphonso Johnson – basso elettrico, solo
- Dawilli Gonga – piano elettrico, sintetizzatore arp 2600, mini moog, arp string ensemble, solo
- Ian Underwood – sintetizzatore programming
- Bennie Maupin – saxello
- Narada Michael Walden – batteria
- Alejandro Acuña – percussioni
- Lee Ritenour – chitarra elettrica
- David Amaro – chitarra elettrica

Involuntary Bliss
- Alphonso Johnson – basso elettrico, chapman stick, solo
- Dawilli Gonga – piano elettrico, clavinet, mini moog, sintetizzatore arp string ensemble
- Flora Purim – armonie vocali
- Narada Michael Walden – batteria
- Gary Bartz – sassofono soprano
- Alejandro Acuña – congas, percussioni
- Chris Bono – solo
- Airto Moreira – percussioni

Cosmoba Place
- Alphonso Johnson – basso elettrico, chapman stick, solo
- Dawilli Gonga – piano acustico, organo B-3
- Narada Michael Walden – batteria
- Lee Ritenour – chitarra elettrica
- David Amaro – chitarra elettrica
- Chris Bono – chitarra elettrica, solo
- Alphonse Mouzon – tastiere (orchestration voice choir keyboards)

Pandora's Box
- Alphonso Johnson – contrabbasso, basso elettrico
- Dawilli Gonga – piano elettrico
- Bennie Maupin – clarinetto basso
- Narada Michael Walden – piatti
- Alphonse Mouzon – tastiere (orchestration voice choir keyboards)

Up from the Cellar
- Alphonso Johnson – basso elettrico, voce
- Dawilli Gonga – sintetizzatore mini moog, voce
- Flora Purim – voce
- Patrice Rushen – piano elettrico, clavinet
- Ian Underwood – piano acustico preparato
- "Ndugu" Leon Chancler – batteria
- Alejandro Acuña – congas, campanaccio
- Airto Morreira – shaker
- Lee Ritenour – chitarra elettrica
- Blackbird McKnight – chitarra elettrica

Amarteifio
- Alphonso Johnson – contrabbasso, voce
- Flora Purim – voce
- Dawilli Gonga – piano acustico, sintetizzatore mini moog, voce
- Ian Underwood – sintetizzatore arp 2600
- Lee Ritenour – chitarra acustica
- David Amaro – chitarra elettrica
- Bennie Maupin – lyricon
- Alejandro Acuña – congas, bongos
- Airto Morreira – percussioni

On the Case
- Alphonso Johnson – basso elettrico, chapman stick, solo
- Dawilli Gonga – piano elettrico
- Narada Michael Walden – batteria
- Alejandro Acuña – congas
- Lee Ritenour – chitarra elettrica, solo

Unto Thine Own Self Be True
- Alphonso Johnson – chitarra elettrica
- Narada Michael Walden – batteria, piano acustico, piano elettrico, voce
- Dawilli Gonga – organo B-3, clavinet, sintetizzatore mini moog, voce
- Lee Ritenour – chitarra acustica, chitarra elettrica
- Flora Purim – voce
- Alejandro Acuña – chimes

Note aggiuntive
- Skip Drinkwater – produttore (per la Zembu Productions Inc.)
- Jerry Shoenbaum – produttore esecutivo
- Registrazioni effettuate nel gennaio e febbraio 1976 al The Sound Labs e al Wally Heider's Recording, Hollywood, California
- Tom Vicari, Don Murray, Norm Kinney e John Mills – ingegneri delle registrazioni
- John Sands, John Bruno e Danny Vicari – assistenti ingegneri delle registrazioni
- Remixato al The Sound Labs da Tom Vicari
- Mastering effettuato al The Mastering Lab di Hollywood, California da Doug Sax
- Bill Imhoff – illustrazioni copertina album
- Ron Coro – design copertina album[3]

## Classifica
Album
| Anno | Classifica             | Posizione raggiunta |
| ---- | ---------------------- | ------------------- |
| 1976 | Top R&B/Hip-Hop Albums | 47                  |